# Église Notre-Dame de Cheffes
L'église Notre-Dame est une église située à Cheffes, en France.

## Localisation
L'église est située dans le département français de Maine-et-Loire, sur la commune de Cheffes.

## Historique
L'édifice est classé au titre des monuments historiques en 1974.